# Münchenbernsdorf
Münchenbernsdorf est une petite ville de Thuringe (Allemagne), située dans l'arrondissement de Greiz. Elle est le siège de la Communauté d'administration du même nom (Verwaltungsgemeinschaft Münchenbernsdorf).

## Géographie

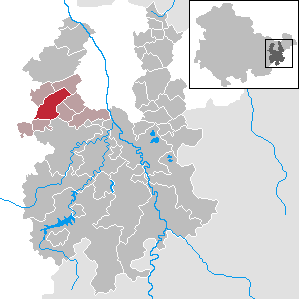
Situation de la ville (en rouge) dans l'arrondissement

Münchenbernsdorf est située au nord-ouest de l'arrondissement, à la limite avec l'arrondissement de Saale-Holzland. La ville est le siège de la communauté d'administration de Münchenbernsdorf et se trouve à 12 km au sud-ouest de Gera et à 34,5 km au nord-ouest de Greiz, le chef-lieu de l'arrondissement.
La commune est composée des villages de Münchenbernsdorf, Kanada, Kleinbernsdorf et Schöna.
Communes limitrophes (en commençant par le nord et dans le sens des aiguilles d'une montre) : Lindenkreuz, Saara, Hundhaupten, Bocka, Harth-Pöllnitz (village de Großbersdorf), Lederhose, Renthendorf et Tautendorf.

## Histoire
La première mention de Münchenbernsdorf date de 1251 dans un document des baillis de Weida mais un château fort (wasserburg) existait depuis le XIIe siècle. Ce château est resté aux mains des von Münch jusqu'en 1585. Par le Traité de Leipzig, Münchenbernsdorf entre dans les possessions de la branche ernestine de la Maison de Wettin et, en 1571, dans celle de l'Électorat de Saxe.
Lors du Congrès de Vienne, Münchenbernsdorf et Kleinbernsodrf font partie des territoires cédés par le roi de Saxe, allié de Napoléon Ier, au Grand-duché de Saxe-Weimar-Eisenach (cercle de Neustadt). Ils en feront partie jusqu'en 1918 tandis que le village de Schöna a appartenu aux territoires de la Principauté Reuss branche cadette (cercle de Gera).
En 1904, Münchenbernsdorf obtient les droits de ville.
Les trois villages sont intégrés au land de Thuringe en 1920 (arrondissement de Gera).
Pendant la Seconde Guerre mondiale, de nombreux travailleurs forcés sont employés dans les usines d'armement de Rheinmetall. Après le conflit, Münchenbernsdorf, Kleinbernsdorf et Schöna sont intégrés à la zone d'occupation soviétique puis à la République démocratique allemande en 1949 (district de Gera, arrondissement de Greiz).
En 1994, ils font partie du nouvel arrondissement de Greiz dans l'état libre de Thuringe recréé.

## Démographie
Commune de Münchenbernsdorf dans ses dimensions actuelles :
| 1910   | 1933  | 1939  | 1947  | 1995  | 2000  | 2005  | 2010  |
| ------ | ----- | ----- | ----- | ----- | ----- | ----- | ----- |
| 2 670, | 3 581 | 3 961 | 4 986 | 3 639 | 3 512 | 3 344 | 3 031 |

## Politique

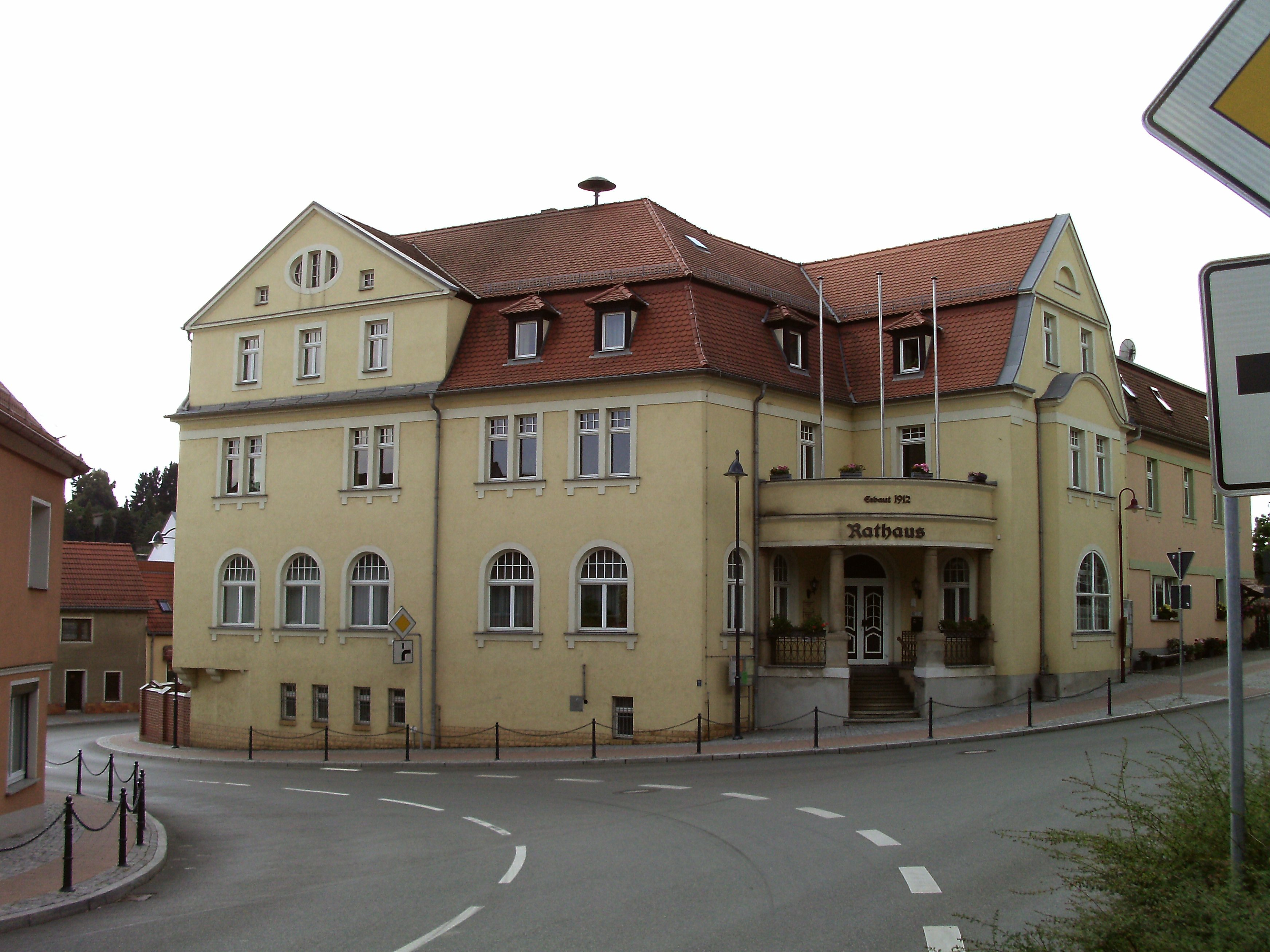
L'Hôtel de Ville

Aux élections municipales du 7 juin 2009, les résultats obtenus ont été les suivants :
| Parti                         | Nombre de conseillers | Pourcentage de voix |
| ----------------------------- | --------------------- | ------------------- |
| CDU                           | 7                     | 44,8 %              |
| DGW Deutscher Gewerberverband | 3                     | 17,8 %              |
| FW Feuerwehr                  | 3                     | 17,5 %              |
| Die Linke                     | 2                     | 15,4 %              |
| MC Motorsportclub             | 1                     | 4,5 %               |

## Économie
Münchenbernsdorf a été pendant l'époque communiste la capitale du tapis de la RDA. Aujourd'hui, une seule manufacture subsiste.

## Communications
Münchenbernsdorf est traversée par la route régionale L1078 qui rejoint à l'ouest Neuensorga et l'autoroute A9 Berlin-Munich, au sud Lederhose et au nord-est Saara et Gera.
La K129 se dirige vers Lindenkreuz, la K128 vers Großbocka et la K127 vers Kleinbocka puis vers la nationale B2 Gera-Schleiz.

## Personnalités
- Hermann Jäger (1815-1890), botaniste et jardinier